# 集宁站
集宁站位于中华人民共和国内蒙古自治区乌兰察布市集宁区，由中国铁路呼和浩特局集团有限公司管辖，是连接京包线和集二线以及集通线的重要铁路枢纽。始建于1952年。其中集二线为中华人民共和国连接蒙古国、俄罗斯的重要铁路线，集二线穿越乌兰察布市集宁区、察哈尔右翼后旗和锡林郭勒盟苏尼特右旗终至锡林郭勒盟二连浩特市二连站与蒙古国铁路联通。该站的建立主要是为了承办国际铁路客货运的联运换装业务。1964年，集二线拨准轨，随换装设备迁往二连，该站规模缩小。日均办理车1180辆，日均装卸车39车，年货运量22万吨。

## 下辖车站
集宁车站目前管辖集宁编组站、集宁南站2个一等站，乌兰察布站1个二等站，葫芦站、古营盘站2个三等站，七苏木站、大陆号站、贲红站3个四等站及巴彦塔拉线路所。